# 伏見川
伏見川（ふしみがわ）は、石川県金沢市を流れる犀川水系の二級河川である。

## 地理
山頂が石川県金沢市に属する倉ケ岳を水源とし、住吉、別所と山間部を流れ山科で金沢市街地に入る。石川県立金沢錦丘中学校・高等学校の校庭脇を流れ、金沢市立米泉小学校脇で高橋川が合流する。石川県立金沢伏見高等学校正門前を経て糸田新町で北陸新幹線をくぐり、黒田で木呂川が合流する。古府西で北陸自動車道をくぐった直後、石川県産業展示館4号館正面で犀川へ合流する。

## 接続河川
- 終点合流 - 犀川